# Blankenese
 (mai 2024).
Si vous disposez d'ouvrages ou d'articles de référence ou si vous connaissez des sites web de qualité traitant du thème abordé ici, merci de compléter l'article en donnant les références utiles à sa vérifiabilité et en les liant à la section « Notes et références ».
Blankenese est un quartier situé à l’ouest de Hambourg sur la rive droite de l’Elbe appartenant au district municipal d’Altona. Il s'étend sur 8,3 km2 et compte 13 733 habitants (en décembre 2022).

## Histoire
Blankenese a une longue histoire en tant que village de pêcheurs le long de l'Elbe.
En 1060, l'archevêque Adalbert de Brême a construit une résidence de prévôt sur le site d'un ancien établissement sur la colline de Süllberg. Plus tard, les comtes de Holstein ont construit un château. Les deux ont été détruits lors d'une attaque de Hambourg.
Jusqu'en 1927, Blankenese était une ville indépendante en Holstein, puis elle a été fusionnée à la ville d'Altona par la loi. En 1938, Altona a été fusionnée à Hambourg avec le Grand Hambourg.
Pendant la Seconde Guerre mondiale, la banlieue abritait un camp de formation pour officiers de la Luftwaffe, qui est devenu le quartier général du 85e groupe de signaux de la Royal Air Force en 1945.
Après la guerre, un orphelinat à Blankenese accueillait des enfants rescapés de la Shoah.

## Origines du nom
Blankenese vient du bas allemand blank ness, signifiant "promontoire blanc" sur le fleuve Elbe.

## Démographie
Faits sur la zone Habitants : 13 686 Dont moins de 18 ans : 2532 Environ 65 ans : 3758 Revenu médian : 117 139 € / (2013) Superficie : 7,7 km2 Nombre de crèches : 8 Nombre d'écoles : 1 école primaire, 3 lycées, 1 école de district Bâtiments résidentiels : 3424 Appartements : 6898 Médecins établis : 111 Criminalité en 2018 : enregistrée : 868, élucidée : 286 La densité de population était de 1 577/km2 (4 084/mi2). Sur la population totale, 10,2% étaient des immigrants. 189 personnes étaient enregistrées comme chômeurs. En 1999, il y avait 6 990 ménages, dont 16,7% avaient des enfants de moins de 18 ans vivant avec eux et 47,1% de tous les ménages étaient composés de personnes seules. La taille moyenne du ménage était de 1,97.

## Éducation
Nombre d'écoles : 1 école primaire, 3 lycées, 1 école de district. Il y a 4 écoles élémentaires et 4 écoles secondaires : Marion Dönhoff Gymnasium, Gymnasium Blankenese, Bugenhagenschule am Hessepark et Gesamtschule Blankenese.

## Sports
Depuis 1997, l'élite mondiale du cyclisme traverse annuellement Blankenese lors du parcours des EuroEyes Cyclassics (jusqu'en 2005 HEW Cyclassics, jusqu'en 2015 Vattenfall Cyclassics), la seule course allemande du UCI World Tour. Les rues de Blankenese sont généralement incluses dans le parcours à plusieurs reprises, car les coureurs doivent gravir à trois reprises la redoutable colline de Waseberg, qui se trouve également dans le quartier. C'est la principale difficulté de la course.
Les clubs de football du SV Blankenese (fondé en 1903) et du FTSV Komet Blankenese (fondé en 1907) ont une longue tradition dans le quartier.

## Infrastructures
Un bureau local du bureau principal du district d'Altona, appelé Centre des clients de Blankenese, est situé à Erik Blumenfeld Platz. Le tribunal de quartier local, l'Amtsgericht Hamburg-Blankenese, est situé à Dormienstrasse.
Le Consulat Honoraire du Royaume du Maroc (Al Mamlakah al Maghribiyah) établi à Hambourg en 1960 est situé dans la rue In de Bargen.

### Commerce
La Blankeneser Landstrasse et la Blankenese Bahnhofstrasse forment le principal carrefour des activités commerciales à Blankenese. Alors que les magasins, les banques et le bureau de poste sont ouverts aux heures normales d'ouverture du lundi au samedi, le marché public des agriculteurs, très apprécié, n'est disponible que les mardis, vendredis et samedis.

### Système de santé
L'hôpital Tabea GmbH, situé à Kösterbergstrasse, dispose de 32 lits et est spécialisé dans la chirurgie de la hanche et du genou ainsi que dans la chirurgie des varices.
Il y a 73 médecins en pratique privée et 5 pharmacies dans la région.

### Transports
Blankenese est desservie par le système de transport en commun rapide de la S-Bahn (avec la gare de Blankenese) ainsi que par plusieurs lignes de bus de l'organisation de transports publics. Selon le Département des véhicules à moteur (Kraftfahrt-Bundesamt), il y avait 6 333 voitures privées immatriculées (486 voitures/1000 habitants) en 2006.
À l'été 2008, la gare principale de Blankenese a été entièrement reconstruite.
Le front de mer de Blankenese est desservi plusieurs fois par jour par un ferry le reliant à Cranz sur la rive sud de la rivière. Il y a de nombreuses bouées dans la rivière pour aider à guider tous les types d'embarcations, car cette partie de la rivière comporte de nombreux bancs de sable et est soumise aux marées.

### Phares
Depuis juillet 2020, il existe quatre phares à Blankenese : les anciens et nouveaux phares avant de Blankenese, d'une hauteur de 42 m et comprenant 3 plateformes pour les visiteurs au Strandweg, ainsi qu'un phare d'une hauteur de 32 m avec une plateforme similaire près des restaurants du ferry, et le phare arrière de Blankenese, d'une hauteur de 40 m au Bauerspark, ainsi qu'un phare d'une hauteur de 62,25 m à une marina. Les deux paires forment une ligne vers la rivière Elbe pour les navires entrants. Les deux nouveaux phares ont été érigés à l'été 2020 en raison d'une extension du lit de la rivière. Les deux anciens phares doivent être démolis à l'automne 2020.

### Usine de traitement d'eau
Sur la colline de Baursberg se trouve depuis 1859 les installations de la station de pompage d'eau du même nom, fournissant les banlieues ouest de Hambourg ainsi que la ville voisine de Schenef

## Epaves
Les coques des deux navires naufragés suivants se trouvent en dehors du principal détroit de navigation international. Ils avaient été désignés pour être enlevés car ils pourraient constituer un danger pour la navigation maritime de plaisance. Cependant, ils offrent des vues pittoresques et sont populaires auprès des habitants, c'est pourquoi ils ont été autorisés à rester là.
Polstjernan
Les restes du quatre-mâts goélette finlandaise à moteur Polstjernan (Étoile Polaire), qui a pris feu le 20.10.1926 dans l'actuel canal de Kiel et a été remorqué par la société de sauvetage basée à Blankenese, Harmstorf. Emplacement : Sur la rive appelée Falkensteiner Ufer, numéro 26. Coordonnées UTM : 5934830.59 N, 552083.28 E. L'épave peut être atteinte à marée basse sans se mouiller les pieds. Sa cargaison de bois a pris feu lorsqu'un moteur a explosé en passant par le canal de Kaiser Wilhelm (l'actuel canal de Kiel). Elle a ensuite été remorquée à Blankenese, où elle a été amarrée temporairement. Ses assureurs ont contesté la responsabilité de l'épave et elle est restée là depuis lors. Comme l'épave avait tendance à flotter en cas d'inondation, elle a été lestage avec des métaux provenant de pièces de sous-marins après la Seconde Guerre mondiale et est depuis utilisée comme brise-lames.
Uwe
À quelques mètres du Polstjernan se trouve ce qu'il reste de la barge Uwe, coulée là en 1975 après avoir heurté le cargo Wiedau. L'Uwe a été déchirée en morceaux et bien que la plupart de ces morceaux aient finalement été remorqués dans le port, il est apparu que sa poupe était trop lourde et a été laissée entre le Polstjernan et le phare de Blankenese, où elle se trouve encore aujourd'hui.

## Personnalités notables
- Rudolph Crasemann
- Johann Cesar VI. Godeffroy
- Carl Gottfried Eybe (1813–1893), peintre; a vécu et est mort à Blankenese
- Karen Horney